# Circumscripció electoral de Tarragona
Tarragona és una de les 52 circumscripcions electorals espanyoles utilitzades com a districtes electorals per al Congrés dels Diputats i de les cinquanta-nou circumscripcions utilitzades per al Senat, que són les cambres baixa i alta del Parlament espanyol. Li corresponen 6 diputats i 4 senadors.
També és una de les 4 circumscripcions electorals de Catalunya per a les eleccions autonòmiques, en què tria 18 diputats. Es correspon amb el territori de la província de Tarragona.